# Lucia Dimitra Xypteras
Lucia Dimitra Xypteras ist eine südafrikanische Schauspielerin.

## Leben
Xypteras, die griechischer, italienischer und französischer Abstammung ist, zog nach ihrem High-School-Abschluss in Südafrika nach Los Angeles. Schließlich machte sie an der New York Film Academy ihren Bachelor in Kameraführung und Filmproduktion, außerdem erhielt sie dort ihr Schauspieldiplom. Von 2017 bis 2022 machte sie am Varsity College ihren Bachelor of Commerce in Marketing.
2019 übernahm sie im Abenteuerfilm The Adventures of Aladdin die weibliche Hauptrolle der Figur der Prinzessin Badr al-Budur (besser bekannt als Prinzessin Jasmin) die spätere Ehefrau von Aladdin; im Film trägt diese den Namen Shahzadi. Zwei Jahre später stellte sie in der Miniserie Quest for Quagmires eine ähnliche Rolle dar. 2020 verkörperte sie in vier Episoden der Fernsehserie  Pretty Restless die Rolle der Sabrina Ventura. 2023 spielte sie die titelgebende Hauptrolle der Astrid im Film The Astrid Experience.

## Filmografie (Auswahl)
- 2019: The Adventures of Aladdin (Adventures of Aladdin)
- 2020: Pretty Restless (Fernsehserie, 4 Episoden)
- 2021: Quest for Quagmires (Miniserie, Episode 1x19)
- 2023: The Astrid Experience